# Сграда на Събранието на община Битоля на улица „Славко Лумбарко“ № 8
Сградата на Събранието на община Битоля (на македонска литературна норма: Зграда на Собранието на општина Битола) е архитектурна забележителност в град Битоля, Северна Македония, обявена за паметник на културата.

## Местоположение
Разположена е на улица „Славко Лумбарко“ № 8, на кръстовището с улица „Св. св. Кирил и Методий“. До нея е Сградата на Събранието на община Битоля на улица „Кирил и Методий“ № 6.

## История
Изградена в 1903 година като собственост на „Свети Димитър“, катедралната църква на гръцката Пелагонийска митрополия. Сградата веднага е дадена под наем на гръцкото консулство в града.

## Архитектура
Сградата е повлияна от архитектурните стилове, доминиращи в Западна Европа в края на XIX век и има елементи на барокова и неокласическа декорация. Главната фасада с голямо стълбище и два балкона придава монументален изглед на обекта. Фасадата е богато декорирана с дорийски колони на стълбите и балконската партия, балюстрадното решение на балконите, огради с керамопластична украса, лента с гофрирана линия, пластично оформена под венеца.